# Лайоль (коммуна)
Лайо́ль (фр. Laguiole, окс. La Guiòla) — коммуна во Франции, находится в регионе Окситания. Департамент — Аверон. Административный центр кантона Лайоль. Округ коммуны — Родез.
Код INSEE коммуны — 12119.
Коммуна расположена приблизительно в 470 км к югу от Парижа, в 165 км северо-восточнее Тулузы, в 45 км к северо-востоку от Родеза.

## Население
Население коммуны на 2008 год составляло 1269 человек.
| 1962 | 1968 | 1975 | 1982 | 1990 | 1999 | 2008 |
| ---- | ---- | ---- | ---- | ---- | ---- | ---- |
| 1262 | 1282 | 1291 | 1231 | 1264 | 1248 | 1269 |

## Экономика
В 2007 году среди 721 человека в трудоспособном возрасте (15—64 лет) 573 были экономически активными, 148 — неактивными (показатель активности — 79,5 %, в 1999 году было 75,0 %). Из 573 активных работали 545 человек (278 мужчин и 267 женщин), безработных было 28 (17 мужчин и 11 женщин). Среди 148 неактивных 37 человек были учениками или студентами, 57 — пенсионерами, 54 были неактивными по другим причинам.

## Достопримечательности
- Приходская церковь Сен-Матьё[фр.] (XVI век). Памятник истории с 1927 года[3]
- Замок Буассонад[фр.]. Памятник истории с 1928 года[4]
- Замок Устрак[фр.] (XVIII век). Памятник истории с 2007 года[5]
- Бывший дом священника (XV век). Памятник истории с 1928 года[6]
- Мост Пигас через реку Сельв

## Фотогалерея
- Церковь Сен-Матьё
- Мэрия
- Бывший дом священника
- Мост Пигас